# 楊範
楊 範（よう はん、生没年不詳）は、北魏の宦官。字は法僧。本貫は長楽郡広宗県。

## 経歴
文成帝のとき、一族が反乱に加担した罪で処刑されると、楊範は連座して宮刑を受け、王琚に養育された。中謁者となり、黄門・中謁者僕射・中給事中・射声校尉を歴任した。寧遠将軍の号を加えられ、中尹となった。宣武帝が死去し、高陽王元雍が政権を握ると、楊範は白水郡太守として出され、龍驤将軍の号を加えられた。
霊太后が臨朝称制すると、楊範は常侍・崇訓太僕卿として召還され、中嘗薬典御を兼ね、華陰子の爵位を受けた。平西将軍・華州刺史として出向したが、賄賂を取り、兵民を私的に使役したとして、御史に糾弾された。洛陽に帰り、蟄居させられた。
後に霊太后に呼び戻され、中侍中・安南将軍となった。鎮南将軍・崇訓太僕・華州大中正に進み、まもなく死去した。征西将軍・秦州刺史の位を追贈された。

## 伝記資料
- 『魏書』巻94 列伝第82
- 『北史』巻92 列伝第80